# ريناتو مويكانو
ريناتو ألفيس كارنيرو (بالبرتغالية: Renato Alves Carneiro؛ 21 مايو 1989)، المعروف باسم ريناتو مويكانو، هو مُقاتل فنون قتالية مختلطة برازيلي. يُنافس حاليًا في فئة الوزن الخفيف في يو إف سي. صنع مويكانو اسمًا لنفسه، وهو مُنافس محترف في فنون القتال المختلطة منذ عام 2010، حيث قاتل في جميع أنحاء بلده الأصلي البرازيل، وهو بطل مؤقت سابق في وزن الريشة في قتال الغابة. اعتبارًا من 29 أكتوبر 2024، احتل المرتبة 10 في تصنيفات يو إف سي للوزن الخفيف.

## الخلفية
بدأ كارنيرو، الذي ينتمي إلى عائلة ميسورة الحال، التدرب على الجودو في سن الثامنة. التحق بالجامعة ليصبح محامياً، لكنه ترك الدراسة بعد عامين لمتابعة مسيرته في فنون القتال المختلطة.

## مسيرته في فنون القتال المختلطة
بعد سجل احترافي خالٍ من الهزائم في ثماني نزالات، واجه مويكانو إسماعيل بونفيم على لقب بطولة وزن الريشة المؤقت في قتال الغابة. فاز بالقتال عن طريق الإخضاع في الجولة الأولى.

### يو إف سي
في 12 ديسمبر 2014، أُعلن أن مويكانو وقع مع يو إف سي، وكان من المقرر أن يحل محل روني جيسون ضد توم نينيماكي في إشعار مدته 10 أيام في حدث يو إف سي ليلة القتال: ماتشيدا ضد دولواي. فاز في القتال عن طريق الإخضاع في الجولة الثانية.
واجه مويكانوبينوا سان دوني في 28 سبتمبر 2024 في حدث يو إف سي ليلة القتال 243. فاز بالقتال عن طريق الضربة الفنية القاضية بسبب إيقاف الطبيب بعد نهاية الجولة الثانية نتيجة الضرر الذي لحق بعين سان دوني اليمنى.
كان من المقرر في الأصل أن يواجه مويكانو بينيل داريوش في 18 يناير 2025 في حدث يو إف سي 311. قبل يوم واحد من الحدث، أجبرته إصابة تعرض لها المُتحدي على اللقب أرمان تساروكيان على الانسحاب من القتال. من المقرر الآن أن يحل مويكانو محل تساروكيان ويتحدى بطل الوزن الخفيف إسلام ماخاشيف على اللقب.
كان من المقرر في الأصل أن يواجه مويكانو بينيل داريوش في 18 يناير 2025 في يو إف سي 311. قبل يوم واحد من الحدث، أجبرته إصابة تعرض لها المتحدي على اللقب أرمان تساروكيان على الانسحاب من القتال. انتهى الأمر بمويكانو ليحل محل تساروكيان وتحدى بطل الوزن الخفيف إسلام ماخاشيف على اللقب. خسر القتال عن طريق إخضاع خنق برابو في الجولة الأولى.

## مسيرته في التصارع الاحترافية
هزم مويكانو تشيس هوبر بقرار إجماعي في فيوري برو جرابلينج 3 في 30 ديسمبر 2021.
واجه مويكانو كريستيان جوزمان في الحدث الرئيسي المشترك لبطولة يو إف سي فايت باس إنفيتيشنال 7 في 15 مايو 2024. وفاز بالنزال عن طريق النقاط.

## حياته الشخصية
مويكانو وزوجته لديهما ابن (مواليد 2020).

## البطولات والإنجازات

### فنون القتال المختلطة
- قتال الغابة
  - بطولة قتال الغابة لوزن الريشة المؤفت (مرة واحدة)
- يو إف سي
  - قتال الليلة (مرة واحدة) ضد برايان أورتيغا[23]
  - أداء الليلة (مرة واحدة) ضد كوب سوانسون[24]
  - بالشراكة مع (تشارلز أوليفيرا، بريندان ألين ومايكل كييزا) ثالث أكثر عدد من الإخضاع باستخدام الخنق الخلفي العاري في تاريخ يو إف سي (6)[25][26]
- إي إس بي إن
  - أفضل لحظة على الميكروفون في عام 2022 في حدث يو إف سي 281[27]

## سجل فنون القتال المختلطة
| السجل المهني |        |         |
| 27 نزال      | 20 فوز | 6 خسارة |
| ضربة قاضية   | 2      | 3       |
| إخضاع        | 10     | 2       |
| قرار القضاة  | 8      | 1       |
| تعادل        | 1      | 1       |

| النتيجة | السجل  | الخصم               | الطريقة                              | الحدث                                           | التاريخ        | الجولة | الوقت | المكان                                        | الملاحظات                                      |
| ------- | ------ | ------------------- | ------------------------------------ | ----------------------------------------------- | -------------- | ------ | ----- | --------------------------------------------- | ---------------------------------------------- |
| خسر     | 20–6–1 | إسلام ماخاشيف       | إخضاع (خنق برابو)                    | يو إف سي 311                                    | يناير 18, 2025 | 1      | 4:05  | إنغليووود، كاليفورنيا، الولايات المتحدة       | على لقب بطولة يو إف سي للوزن الخفيف            |
| فاز     | 20–5–1 | بينوا سان دوني      | ضربة فنية قاضية (إيقاف الطبيب)       | يو إف سي ليلة القتال: مويكانو ضد سان دوني       | 28 سبتمبر 2024 | 2      | 5:00  | باريس، فرنسا                                  |                                                |
| فاز     | 19–5–1 | جالين تيرنر         | ضربة فنية قاضية (بالمرفقين واللكمات) | يو إف سي 300                                    | 13 أبريل 2024  | 2      | 4:11  | لاس فيغاس، نيفادا، الولايات المتحدة           |                                                |
| فاز     | 18–5–1 | درو دوبر            | قرار الحكام (بالإجماع)               | يو إف سي ليلة القتال: دوليدز ضد إيمافوف         | 3 فبراير 2024  | 3      | 5:00  | لاس فيغاس، نيفادا، الولايات المتحدة           |                                                |
| فاز     | 17–5–1 | براد ريدل           | إخضاع (خنق خلفي عاري)                | يو إف سي 281                                    | 13 نوفمبر 2022 | 1      | 3:20  | مدينة نيويورك، نيويورك، الولايات المتحدة      |                                                |
| خسر     | 16–5–1 | رافاييل دوس أنجوس   | قرار الحكام (بالإجماع)               | يو إف سي 272                                    | 5 مارس 2022    | 5      | 5:00  | لاس فيغاس، نيفادا، الولايات المتحدة           | نزال في وزن غير محدد (160 رطل).                |
| فاز     | 16–4–1 | ألكسندر هيرنانديز   | إخضاع (خنق خلفي عاري)                | يو إف سي 271                                    | 12 فبراير 2022 | 2      | 1:23  | هيوستن، تكساس، الولايات المتحدة               |                                                |
| فاز     | 15–4–1 | جاي هربرت           | إخضاع (خنق خلفي عاري)                | يو إف سي ليلة القتال: غان ضد فولكوف             | 26 يونيو 2021  | 2      | 4:36  | لاس فيغاس، نيفادا، الولايات المتحدة           |                                                |
| خسر     | 14–4–1 | رافائيل فيزيف       | ضربة قاضية (باللكمات)                | يو إف سي 256                                    | 12 ديسمبر 2020 | 1      | 4:05  | لاس فيغاس، نيفادا، الولايات المتحدة           |                                                |
| فاز     | 14–3–1 | دامير هادزوفيتش     | إخضاع (خنق خلفي عاري)                | يو إف سي ليلة القتال: لي ضد أوليفيرا            | 14 مارس 2020   | 1      | 0:44  | برازيليا، البرازيل                            | أول ظهور في الوزن الخفيف.                      |
| خسر     | 13–3–1 | تشان سونغ جونغ      | ضربة فنية قاضية (باللكمات)           | يو إف سي ليلة القتال: مويكانو ضد الزومبي الكوري | 22 يونيو 2019  | 1      | 0:58  | غرينفيل، كارولاينا الجنوبية، الولايات المتحدة |                                                |
| خسر     | 13–2–1 | خوسيه ألدو          | ضربة فنية قاضية (باللكمات)           | يو إف سي ليلة القتال: أسونساو ضد مورايس 2       | 2 فبراير 2019  | 2      | 0:44  | فورتاليزا، البرازيل                           |                                                |
| فاز     | 13–1–1 | كوب سوانسون         | إخضاع (خنق خلفي عاري)                | يو إف سي 227                                    | 4 أغسطس 2018   | 1      | 4:15  | لوس أنجلوس، كاليفورنيا، الولايات المتحدة      | أداء الليلة.                                   |
| فاز     | 12–1–1 | كالفن كتار          | قرار الحكام (بالإجماع)               | يو إف سي 223                                    | 7 أبريل 2018   | 3      | 5:00  | بروكلين، نيويورك، الولايات المتحدة            |                                                |
| خسر     | 11–1–1 | برايان أورتيغا      | إخضاع (خنق المقصلة)                  | يو إف سي 214                                    | 29 يوليو 2017  | 3      | 2:59  | آناهايم، كاليفورنيا، الولايات المتحدة         | قتال الليلة.                                   |
| فاز     | 11–0–1 | جيريمي ستيفنز       | قرار الحكام (بالانقسام)              | يو إف سي على فوكس: جونسون ضد ريس                | 15 أبريل 2017  | 3      | 5:00  | كانساس سيتي، ميزوري، الولايات المتحدة         |                                                |
| فاز     | 10–0–1 | زبيرا توخوغوف       | قرار الحكام (بالانقسام)              | يو إف سي 198                                    | 14 مايو 2016   | 3      | 5:00  | كوريتيبا، البرازيل                            |                                                |
| فاز     | 9–0–1  | توم نينيماكي        | إخضاع (خنق خلفي عاري)                | يو إف سي ليلة القتال: ماتشيدا ضد دولواي         | 20 ديسمبر 2014 | 2      | 3:30  | بارويري، البرازيل                             |                                                |
| فاز     | 8–0–1  | إسماعيل بونفيم      | إخضاع (خنق خلفي عاري)                | قتال الغابة 71                                  | 19 يوليو 2014  | 1      | 2:59  | ساو باولو، البرازيل                           | فاز بلقب بطولة قتال الغابة لوزن الريشة المؤقت. |
| فاز     | 7–0–1  | نيلسون بيريرا       | قرار الحكام (بالإجماع)               | قتال الغابة 55                                  | 20 يوليو 2013  | 3      | 5:00  | ريو دي جانيرو، البرازيل                       |                                                |
| فاز     | 6–0–1  | ماورو شوليت         | إخضاع (خنق خلفي عاري)                | قتال الغابة 50                                  | 6 مايو 2013    | 2      | 2:53  | نوفو هامبورغو، البرازيل                       |                                                |
| تعادل   | 5–0–1  | فيليبي فروس         | تعادل (بالأغلبية)                    | شوتو البرازيل 36                                | 23 نوفمبر 2012 | 3      | 5:00  | برازيليا، البرازيل                            |                                                |
| فاز     | 5–0    | إلياردي سانتوس      | قرار الحكام (بالإجماع)               | قتال الغابة 29                                  | 25 يونيو 2011  | 3      | 5:00  | سيرا، البرازيل                                |                                                |
| فاز     | 4–0    | جواو لويز نوغيرا    | قرار الحكام (بالإجماع)               | قتال الغابة 25                                  | 19 فبراير 2011 | 3      | 5:00  | فيلا فاليا، البرازيل                          |                                                |
| فاز     | 3–0    | إدواردو فيليبي      | إخضاع (خنق خلفي عاري)                | قتال الغابة 24                                  | 18 ديسمبر 2010 | 2      | 2:49  | ريو دي جانيرو، البرازيل                       |                                                |
| فاز     | 2–0    | جواو باولو رودريجيز | قرار الحكام (بالإجماع)               | قتال الغابة 21                                  | 31 يوليو 2010  | 3      | 5:00  | ناتال، البرازيل                               |                                                |
| فاز     | 1–0    | ألكسندر ألميدا      | إخضاع (خنق خلفي عاري)                | قتال الغابة 18                                  | 20 مايو 2010   | 3      | 1:56  | ساو باولو، البرازيل                           |                                                |

## وصلات خارجية
- ريناتو مويكانو على موقع يو إف سي (الإنجليزية)
- ريناتو مويكانو على موقع شيردوغ (الإنجليزية)
- ريناتو مويكانو على موقع Tapology.com (الإنجليزية)
- ريناتو مويكانو على موقع IMDb (الإنجليزية)
- ريناتو مويكانو على موقع قاعدة بيانات الفيلم (الإنجليزية)